# Johanna Fateman
Johanna Fateman, född 1974, är en amerikansk musiker, skribent och redaktör. Hon är medlem i det feministiska elektropunkbandet Le Tigre och är en känd tillverkare av fanzines.
Fateman har gjort många fanzines, bland andra My Need to Speak on the Subject of Jason Pollock, The Opposite och The Opposite Part II. Som skribent blandar hon konstkritik och politik med det personliga. 
Fateman mötte Kathleen Hanna på en spelning med Hannas band Bikini Kill och gav Hanna ett exemplar av sitt fanzine. Hanna blev imponerad och inspirerad och de höll kontakten.
När Bikini Kill splittrades startade de två kvinnorna sitt första gemensamma band, The Troublemakers, döpt efter filmen med samma namn av G B Jones. Bandet spelade på fester i Portland, men splittrades när Fateman flyttade till New York. Hanna följde dock snart efter henne till östkusten, och de båda slog sina påsar ihop med filmskaparen Sadie Benning och bildade bandet Le Tigre.
Johanna Fatemans far är datavetenskapsprofessorn Richard Fateman.